# Liste der Kulturdenkmäler in Limeshain
Die folgende Liste enthält die in der Denkmaltopographie ausgewiesenen Kulturdenkmäler auf dem Gebiet  der Gemeinde Limeshain, Wetteraukreis, Hessen.
Hinweis: Die Reihenfolge der Denkmäler in dieser Liste orientiert sich zunächst an Ortsteilen und anschließend der Anschrift, alternativ ist sie auch nach der Bezeichnung, der vom Landesamt für Denkmalpflege vergebenen Nummer oder der Bauzeit sortierbar.
Kulturdenkmäler werden fortlaufend im Denkmalverzeichnis des Landes Hessen durch das Landesamt für Denkmalpflege Hessen auf Basis des Hessischen Denkmalschutzgesetzes (HDSchG) geführt. Die Schutzwürdigkeit eines Kulturdenkmals hängt nicht von der Eintragung in das Denkmalverzeichnis des Landes Hessen oder der Veröffentlichung in der Denkmaltopographie ab.

## Hainchen
| Bild            | Bezeichnung              | Lage                                              | Beschreibung                                                                     | Bauzeit                                                                             | Objekt-Nr. |
| --------------- | ------------------------ | ------------------------------------------------- | -------------------------------------------------------------------------------- | ----------------------------------------------------------------------------------- | ---------- |
| Bild gesucht BW | Evangelische Pfarrkirche | Hanauer Straße 2 LageFlur: 1, Flurstück: 175/6    |                                                                                  | Beginn 18. Jahrhundert                                                              | 2757 DDB   |
| Bild gesucht BW | Wohnhaus                 | Hanauer Straße 3 LageFlur: 1, Flurstück: 28       |                                                                                  | Um 1750                                                                             | 2758 DDB   |
| Bild gesucht BW | Fachwerkwohnhaus         | Hanauer Straße 9 LageFlur: 1, Flurstück: 33       |                                                                                  | Nach 1675                                                                           | 2759 DDB   |
| Bild gesucht BW | Hofanlage                | Hanauer Straße 13 LageFlur: 1, Flurstück: 38/1    |                                                                                  | Ende 17. Jahrhundert                                                                | 2760 DDB   |
| Bild gesucht BW | Fachwerkhaus             | Hanauer Straße 20 LageFlur: 1, Flurstück: 77/1    |                                                                                  | Nach 1635                                                                           | 2761 DDB   |
| Bild gesucht BW | Hofreite, L-förmig       | Hanauer Straße 29 LageFlur: 1, Flurstück: 56/1    |                                                                                  | Um 1730                                                                             | 2762 DDB   |
| Bild gesucht BW | Hofreite, U-förmig       | Hintergasse 4 LageFlur: 1, Flurstück: 196         |                                                                                  | 18. Jahrhundert Wohnhaus, 19. Jahrhundert Wirtschaftsgebäude, 20. Jahrhundert Stall | 2763 DDB   |
| Bild gesucht BW | Wohnhaus                 | Horbachstraße 5 LageFlur: 1, Flurstück: 206/4     |                                                                                  | Nach 1750                                                                           | 2764 DDB   |
| Bild gesucht BW | Jüdischer Friedhof       | Kühruh LageFlur: 4, Flurstück: 107                |                                                                                  |                                                                                     | 204106 DDB |
| Bild gesucht BW | Hofreite, U-förmig       | Lindheimer Straße 3 LageFlur: 1, Flurstück: 199   |                                                                                  | Um 1800                                                                             | 2765 DDB   |
| Bild gesucht BW | Ehemalige Hofreite       | Lindheimer Straße 5 LageFlur: 1, Flurstück: 202   |                                                                                  | Nach 1750                                                                           | 2766 DDB   |
| Bild gesucht BW | Ehemaliges Pfarrhaus     | Lindheimer Straße 13 LageFlur: 6, Flurstück: 22/2 | Die zum Pfarrhaus gehörige Pfarrscheuer aus dem 17. Jahrhundert ist abgebrochen. | Um 1820                                                                             | 2767 DDB   |

## Himbach
| Bild                         | Bezeichnung                     | Lage                                             | Beschreibung                                                              | Bauzeit                                          | Objekt-Nr. |
| ---------------------------- | ------------------------------- | ------------------------------------------------ | ------------------------------------------------------------------------- | ------------------------------------------------ | ---------- |
| Bild gesucht BW              | Gesamtanlage                    | Lage                                             |                                                                           |                                                  | 2768 DDB   |
| Bild gesucht BW              | Hofreite                        | Erbsengasse 6 LageFlur: 1, Flurstück: 175        |                                                                           | Um 1800 Wohnhaus                                 | 2769 DDB   |
| Bild gesucht BW              | Fachwerkwohnhaus                | Pfeifergasse 4 LageFlur: 1, Flurstück: 97        |                                                                           | Um 1700                                          | 2770 DDB   |
| Bild gesucht BW              | Kleinbauernhofreite             | Pfeifergasse 5 LageFlur: 1, Flurstück: 90/1      |                                                                           |                                                  | 2771 DDB   |
| Bild gesucht BW              |                                 | Ronneburgstraße 4 LageFlur: 1, Flurstück: 64/1   | Teil der Gesamtanlage, nicht als Einzeldenkmal aufgeführt.                |                                                  | 847349     |
| Bild gesucht BW              | Kleinbauernhofreite             | Ronneburgstraße 6 LageFlur: 1, Flurstück: 63/1   |                                                                           | Ende 18. Jahrhundert                             | 2773 DDB   |
| Bild gesucht BW              | Ehemalige Hakenhofreite         | Ronneburgstraße 8 LageFlur: 1, Flurstück: 60/1   |                                                                           | Mite 18. Jahrhundert                             | 2774 DDB   |
| Bild gesucht BW              | Hofanlage, komplett erhalten    | Ronneburgstraße 10 LageFlur: 1, Flurstück: 59/1  |                                                                           | Um 1800                                          | 2775 DDB   |
| Ehemalige Schule und Rathaus | Ehemalige Schule und Rathaus    | Ronneburgstraße 11 LageFlur: 1, Flurstück: 122/1 |                                                                           | Mitte 18. Jahrhundert                            | 2776 DDB   |
| Bild gesucht BW              | Hofanlage, U-förmig             | Ronneburgstraße 16 LageFlur: 1, Flurstück: 52/2  |                                                                           | Spätes 18. Jahrhundert                           | 2777 DDB   |
| Bild gesucht BW              | Wohnhaus                        | Ronneburgstraße 17 LageFlur: 1, Flurstück: 132   |                                                                           | 1808, datiert Türsturz                           | 2778 DDB   |
| Bild gesucht BW              | Landarbeiterhaus                | Ronneburgstraße 25 LageFlur: 1, Flurstück: 138/1 | Im 19. Jahrhundert Zwerchhaus                                             | Um 1790                                          | 2779 DDB   |
| Bild gesucht BW              | Fachwerkwohnhaus einer Hofreite | Ronneburgstraße 26 LageFlur: 1, Flurstück: 41/1  |                                                                           | Um 1700                                          | 2780 DDB   |
| Bild gesucht BW              | Eckhaus mit Anbau               | Ronneburgstraße 29 LageFlur: 1, Flurstück: 142   |                                                                           |                                                  | 2781 DDB   |
| Bild gesucht BW              | Fachwerkwohnhaus                | Ronneburgstraße 30 LageFlur: 1, Flurstück: 37/1  |                                                                           | Vor 1750                                         | 2782 DDB   |
| Bild gesucht BW              | Öffentliche Waage               | Ronneburgstraße 31 LageFlur: 1, Flurstück: 181/1 | Seltene Baugruppe mit Wohnhaus und Waagengebäude (öffentliche Viehwaage). | Inschrift Wohnhaus CASPAR W. E. IOST. W. E. 1753 | 2783 DDB   |
| Bild gesucht BW              | Hofreite, U-förmig              | Ronneburgstraße 32 LageFlur: 1, Flurstück: 33/1  |                                                                           | Vor 1750                                         | 2784 DDB   |
| Bild gesucht BW              | Hofanlage, U-förmig             | Ronneburgstraße 39 LageFlur: 1, Flurstück: 193   | Zweiläufige Freitreppe mit steinerner Wange, bezeichnet H R 1808.         | Um 1800 Wohnhaus                                 | 2785 DDB   |
| Bild gesucht BW              | Hofanlage                       | Ronneburgstraße 45 LageFlur: 1, Flurstück: 202/2 |                                                                           | Nach 1735 Wohnhaus                               | 2786 DDB   |
| Bild gesucht BW              | Hofreite                        | Ronneburgstraße 47 LageFlur: 1, Flurstück: 206/3 |                                                                           | Nach 1735                                        | 2787 DDB   |
| Bild gesucht BW              | Hofreite                        | Taunusstraße 4 LageFlur: 1, Flurstück: 104/1     |                                                                           | Vor 1700                                         | 2788 DDB   |
| Bild gesucht BW              | Fachwerkhofreite, L-förmig      | Taunusstraße 5 LageFlur: 1, Flurstück: 74/2      |                                                                           | Beginn 19. Jahrhundert Wohnhaus und Scheune      | 2789 DDB   |
| Bild gesucht BW              | Hofanlage                       | Taunusstraße 6 LageFlur: 1, Flurstück: 103/1     |                                                                           | Um 1740 Wohnhaus                                 | 2790 DDB   |
| Bild gesucht BW              | Hofreite                        | Taunusstraße 7 LageFlur: 1, Flurstück: 75/1      |                                                                           | Um 1730                                          | 2791 DDB   |
| Bild gesucht BW              | Hofanlage, U-förmig             | Taunusstraße 8 LageFlur: 1, Flurstück: 102/1     |                                                                           | Um 1780 Wohnhaus, um 1800 Scheune                | 2792 DDB   |
| Bild gesucht BW              | Fachwerkwohnhaus                | Taunusstraße 10 LageFlur: 1, Flurstück: 85/1     |                                                                           | Um 1720                                          | 2793 DDB   |
| Bild gesucht BW              | Hofreite                        | Taunusstraße 12 LageFlur: 1, Flurstück: 84/1     |                                                                           | Um 1810 Wohnhaus                                 | 2794 DDB   |

## Rommelhausen
| Bild            | Bezeichnung         | Lage                                       | Beschreibung | Bauzeit | Objekt-Nr. |
| --------------- | ------------------- | ------------------------------------------ | ------------ | ------- | ---------- |
| Bild gesucht BW | Evangelische Kirche | Hauptstraße 5 LageFlur: 1, Flurstück: 83/2 |              |         | 2795 DDB   |